# Eubelum pictum
Eubelum pictum är en kräftdjursart som beskrevs av Arcangeli 1950 Zaire. Eubelum pictum ingår i släktet Eubelum och familjen Eubelidae. Inga underarter finns listade i Catalogue of Life.